# Erika Zanetti
Erika Zanetti est une patineuse de vitesse italienne.

## Palmarès

### Jeux mondiaux
- aux Jeux mondiaux de  2013 à Cali (Colombie)
  -  Médaille d'or en 500m
  -  Médaille d'or en 300m
  -  Médaille de bronze en 200m

### Championnats d'Europe
- 2016
  -  sur 1 tour (route)
  -  sur 3 000 m par équipes (piste)
  -  sur 5 000 m par équipes (route)
  -  sur 500 m sprint (piste)